# Sur les traces de mes ancêtres
Pour plus de détails, voir Fiche technique et Distribution.
Sur les traces de mes ancêtres est un film documentaire ivoirien réalisé par Zéinab Soumahoro et sorti en 2021.
C'est l’histoire des guerriers Soumahoro de Samatiguila qui ont combattu des envahisseurs pour protéger leur village. Cet acte de bravoure reconnu par leurs pairs est célébré tous les ans lors de la fête de Ramadan. Une célébration qu’elle suivra de près pour revivre cette tradition qu’ils perpétuent afin d’honorer la mémoire de ces guerriers,.

## Synopsis
La mission que le père de Zeinab confie à sa fille, c'est de se rendre à Samatiguila, son village situé dans le Nord-Ouest de la Côte d’Ivoire, pour découvrir l’histoire de ses ancêtres. Une fois à Samatiguila, elle trouve un guide et retrace l’histoire de ses ancêtres, les guerriers Soumahoro, sacrifiés pour protéger tout le village. Ce sacrifice a valu à sa lignée une respectabilité qui leur est reconnue tous les ans, lors de la célébration de la fête du Ramadan.

## Fiche technique
- Titre : Sur les traces de mes ancêtres
- Réalisation : Zéinab Soumahoro[5]
- Cadrage : Fialley Désiré Ameka / Dieudonné N'guatta[5]
- Montage : Severin Ebouo[5]
- Voix off : Zéinab Soumahoro[5]
- Graphisme : Mardochée Gouré[5]

## Prix et distinctions
- Prix du meilleur documentaire national Clap Ivoire 2022[6],
- Prix Uemoa du meilleur film d’intégration volet international Festival Clap Ivoire, en Côte d’Ivoire,
- Prix de la meilleure réalisatrice au Festival Carte Blanche Cinéma 2022, en Côte d’Ivoire,
- 2e Prix meilleur film africain des écoles de cinéma au Fespaco 2023, au Burkina Faso[6].